# Afrikanetz
Afrikanetz is een geslacht van vlinders uit de familie van de Houtboorders (Cossidae). De wetenschappelijke naam van dit geslacht is voor het eerst voorgesteld door Roman Viktorovitsj Jakovlev in een publicatie uit 2009.
De soorten van dit geslacht komen voor in het Afrotropisch gebied.

## Soorten
- Afrikanetz austrorum (Mey, 2017)
- Afrikanetz bugvan Yakovlev, 2009
- Afrikanetz dargei Yakovlev & Witt, 2019
- Afrikanetz foucauldi Yakovlev, Prozorov, Traore, Sulak & Müller, 2023[1]
- Afrikanetz hoppei Yakovlev & Witt, 2019
- Afrikanetz inkubu Yakovlev, 2009
- Afrikanetz kruegeri Yakovlev, 2021
- Afrikanetz makumazan Yakovlev, 2009
- Afrikanetz schouteni Yakovlev, 2022
- Afrikanetz smithi Yakovlev & László, 2020
- Afrikanetz ugandensis Yakovlev & Witt, 2019
- Afrikanetz witti Yakovlev & Witt, 2019
- Afrikanetz zimbabwensis (Mey, 2017)